# C/2014 A4 (SONEAR)
C/2014 A4 (SONEAR) — одна з гіперболічних комет. Ця комета була відкрита 12 січня 2014 року; вона мала 18.1m на час відкриття.